# Stella Rollig

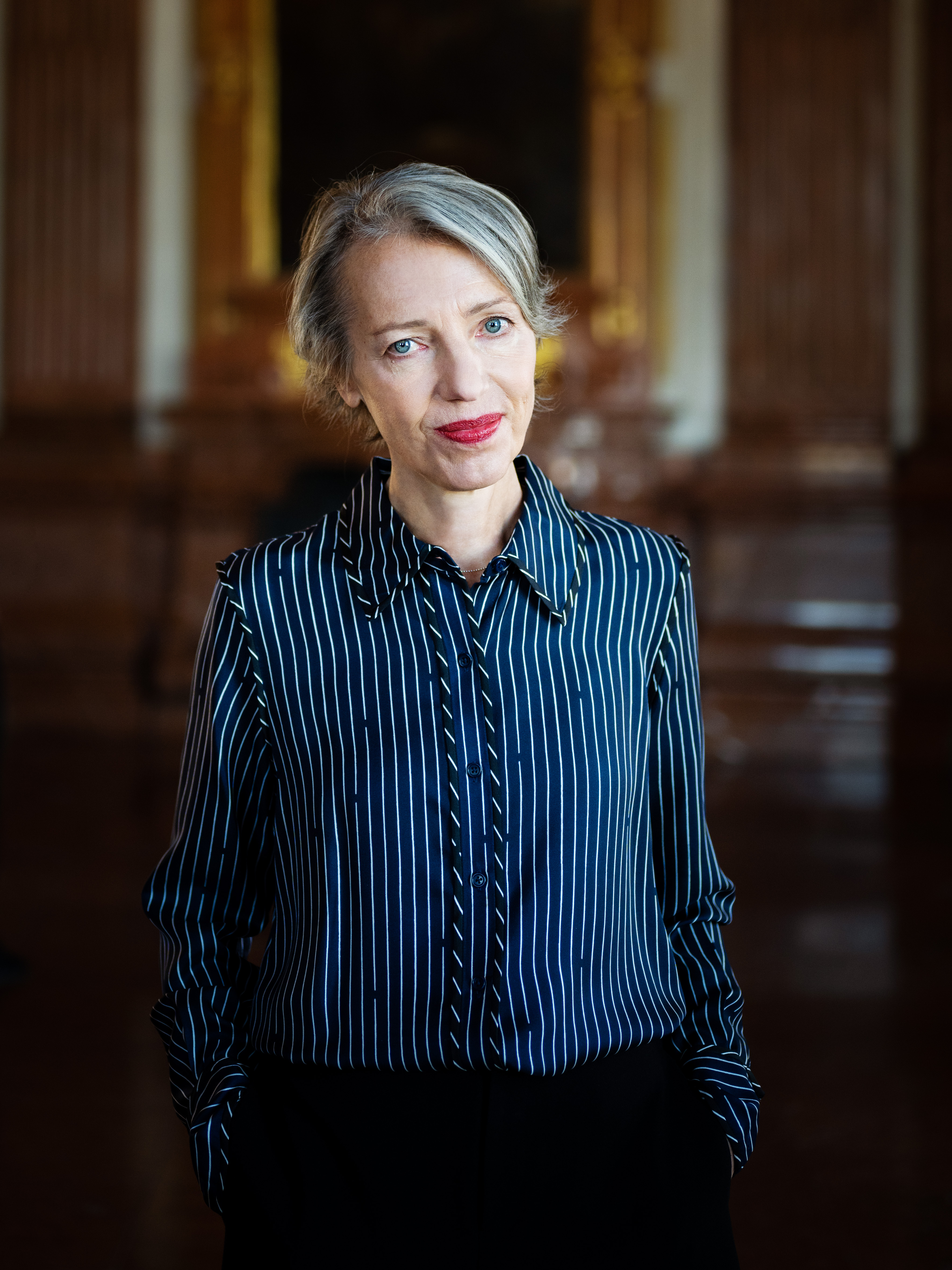
Stella Rollig (2022)

Stella Rollig (* 1960 in Wien) ist eine österreichische Kunst- und Kulturmanagerin, Autorin und Journalistin. Seit Jänner 2017 ist sie Generaldirektorin und wissenschaftliche Geschäftsführerin des Belvederes in Wien. Davor war sie zwölf Jahre lang künstlerische Direktorin des Lentos Kunstmuseums Linz und seit 2011 zusätzlich des Stadtmuseums Nordico.

## Leben
Rollig wuchs in Wien auf, studierte 1978 bis 1985 an der Universität Wien Germanistik und Kunstgeschichte und war anschließend als Journalistin tätig; zunächst im ORF-Hörfunk und von 1990 bis 1994 als freie Journalistin bei der Tageszeitung „Der Standard“. Als Kunstkritikerin publizierte sie zahlreiche Beiträge in in- und ausländischen Kunstmagazinen.
Von 1992 an war sie immer wieder als Kuratorin tätig, z. B. in Österreich, in den USA, in Kanada und in Russland. 1994 wurde sie von Minister Rudolf Scholten (SPÖ) zur Bundeskuratorin für bildende Kunst am Bundesministerium für Wissenschaft, Forschung und Kunst ernannt. Ebenfalls 1994 gründete sie das Depot. Kunst und Diskussion im MuseumsQuartier und leitete dieses bis 1996.
Seit 1996 übte sie Lehrtätigkeiten aus, z. B. an der Akademie der Bildenden Künste München, am Banff Centre for Arts im kanadischen Banff, an der Universität für künstlerische und industrielle Gestaltung Linz, an der FH Joanneum in Graz und an der Zürcher Hochschule der Künste. Als Jurymitglied war sie regelmäßig bei diversen Preisen und Festivals vertreten (u. a. Filmfestival Split, Stuttgarter Filmwinter, Cittadellarte Fondazione Pistoletto, Diagonale, Festival des österreichischen Films, Otto Mauer-Preis, Österreichischer Grafikpreis, Filmfestival Crossing Europe, Friedrich Kiesler Preis).
Von 2004 bis 2016 war sie künstlerische Direktorin des Lentos Kunstmuseums Linz und des Stadtmuseums Nordico. Dort realisierte sie mehr als 120 Ausstellungen und Projekte u. a. mit Gilbert & George, VALIE Export, Kutluğ Ataman, Olafur Eliasson und Cathy Wilkes. Themenbezogene Ausstellungen waren u. a. „See this Sound“ (2009), „Der nackte Mann“ (2012) und „Rabenmütter“ (2015).
Darüber hinaus war sie Mitglied in folgenden Steuerorganen:
- 2008–2013: Mitglied des Universitätsrates der Universität Mozarteum Salzburg
- 2011–2016: Mitglied des Vorstands des IFK (Internationales Forschungszentrum Kulturwissenschaften) Wien
- Seit 2011: Mitglied des Kulturbeirats von ORF III
- Seit 2014: Mitglied des Boards Postgraduate Programme in Curating, Zürcher Hochschule der Künste

Seit Jänner 2017 ist sie, von Kulturminister Thomas Drozda (SPÖ) bestellt, Generaldirektorin und wissenschaftliche Geschäftsführerin der Österreichischen Galerie Belvedere in Wien. Sie trat die Nachfolge von Agnes Husslein-Arco an, deren Vertrag nach zehn Jahren an der Spitze des Belvederes aufgrund von Compliance-Verstößen nicht mehr verlängert wurde. Rollig steht laut Medienberichten der SPÖ nahe; die Tageszeitung Die Presse sprach von „einer soliden Karriere auf dem SP-Ticket“. Rolligs Vorgängerin Husslein wird hingegen der ÖVP zugerechnet.
2013 trat Rollig öffentlich für die damalige SPÖ-Abgeordnete Sonja Ablinger ein und lobte Ablinger als „kluge, kritische, linke, feministische Abgeordnete [...] Die SPÖ braucht sie. Wir brauchen sie“.
Stella Rollig wurde am 9. Oktober 2017 von Bürgermeister Klaus Luger das Große Ehrenzeichen der Stadt Linz für ihre Verdienste im Bereich Kultur verliehen. 2019 wurde sie mit dem Titel „Professorin“ ausgezeichnet und 2024 wurde sie „Österreicherin des Jahres“ in der Kategorie Kulturerbe.
Im Oktober 2021 wurde ihr Vertrag als Belvedere-Generaldirektorin nach dem Ende der Funktionsperiode bis 16. Jänner 2022 für fünf weitere Jahre bis 2027 verlängert.

## Auszeichnungen
- Radiopreis der Erwachsenenbildung (2000)
- Großes Ehrenzeichen der Stadt Linz (2017)
- Verleihung des Berufstitels Professorin (2019)[8]
- Österreicherin des Jahres in der Kategorie Kulturerbe (2024)[9]